# 長谷川正治 (実業家)
長谷川 正治（はせがわ まさはる、1935年8月1日 - ）は、日本の経営者。大京社長を務めた。

## 経歴
兵庫県出身。1958年に東京大学法学部を卒業し、同年に三和銀行に入行。1975年6月に取締役に就任し、1987年12月に常務、1990年6月に専務を経て、1993年6月に副頭取に就任し、1997年6月には大京社長に就任。2004年6月に顧問に就任。